# 古伯敦 (阿肯色州)
古伯敦（英語：Goobbertown）是位於美國阿肯色州克雷格黑德縣的一個非建制地區。該地的面積和人口皆未知。

## 地理
古伯敦的座標為35°57′05″N 90°34′32″W / 35.95139°N 90.57556°W，而該地的平均海拔高度為92米（即302英尺）。